# Moon in the Day
Moon in the Day (en hangul, 낮에 뜨는 달; romanización revisada, Naj-e tteuneun dal; literalmente, «Luna que sale de día») es una serie de televisión surcoreana dirigida por Pyo Min-soo y Park Chan-yul, y protagonizada por Kim Young-dae, Pyo Ye-jin, Ohn Joo-wan, Jung Woong-in y Lee Geung-young. Se emitió por el canal ENA desde el 1 de noviembre hasta el 14 de diciembre de 2023, los miércoles y jueves a las 21:00 (hora local coreana). También estará disponible en la plataformas Viki para algunas zonas del mundo.

## Sinopsis
La serie es un romance de reencarnación que abarca 1500 años, peligroso y desgarrador, entre un hombre cuyo tiempo se detuvo después de ser asesinado por su amante, y una mujer que ha perdido los recuerdos de su vida pasada y ha continuado indefinidamente.

## Reparto

### Principal
- Kim Young-dae como Han Jun-oh/Do-ha: Han Jun-oh es una conocida estrella que sufre de inseguridad. Cuando sufre un accidente automovilístico mientras filmaba un anuncio comercial, es poseído por el espíritu de un noble llamado Do-ha, del Reino de Silla (57 a. C.-676 d. C.), que cambia su personalidad por completo.[5][6]
- Pyo Ye-jin como Kang Young-hwa/Han Ri-ta: Young-hwa era una bombera, pero el día del rodaje de un anuncio de servicio público con Han Jun-oh, lo salva de un accidente automovilístico y termina convirtiéndose en su guardaespaldas personal. Han Ri-ta es la única superviviente de una familia noble de Daegaya.[5][6][7]
- Ohn Joo-wan como Han Min-oh, el hermano mayor de Jun-oh, que es el director ejecutivo de su agencia Beginning Entertainment.[8][9][10]
- Jung Woong-in como Seok Chul-hwan, el exdirector ejecutivo de Beginning Entertainment que pierde su empresa a manos de Min-oh y se queda sin hogar.[9]
- Lee Geung-young como So Ri-bu, padre adoptivo de Do-ha.[11]

### Secundario
- Moon Ye-won como Choi Na-yeon, compañera de piso de Young-hwa.[12][13]
- Lee Young-seok como el monje principal de una pequeña ermita en la montaña Samgak-san.[14][15]
- Jung Shin-hye como Jung Yi-seu, exnovia de Jun-oh.
- Kim Dong-young como Jang Yoon-je, representante de Jun-oh, que tendrá una relación con Na-yeon.
- Lee Jun-hyeok como Go Kyung-se, un abogado de Beginning Entertainment.[16]
- Shin Yu-ro como Monk Hae-in, la persona que le dio su dispositivo de defensa personal a Young-hwa cuando era joven.[17]
- Jung Heon como Gu Tae-joo, una gran estrella y rival de Jun-oh.[18]
- Choi Jae-won como el director Kim.[19]

### Apariciones especiales
- Ahn Kil-kang como el general Gaya.[20]

## Producción
Moon in the Day está basada en un webtoon del mismo título coreano, escrito por Heyum y publicado en Naver entre mayo de 2013 y agosto de 2017; la publicación acumuló 700 millones de visitas y una calificación de 9,9 puntos por parte de sus lectores.
El director de la serie, Pyo Min-soo, codirigió también la exitosa Producer en 2015.
Los preparativos de producción comenzaron en enero de 2023, con las audiciones, y aunque estaba previsto que el rodaje empezara en marzo, se retrasó a finales de abril de 2023.
El 19 de julio de 2023 se anunció la fecha del estreno y se confirmó el reparto de protagonistas. El 18 de septiembre se publicó un primer cartel donde aparecen los dos protagonistas, ella con ropa moderna y él vestido de época. El 25 de septiembre se lanzaron los carteles de personajes. El 4 de octubre se publicaron imágenes de la lectura del guion, y el 11 algunos fotogramas. El 16 del mismo mes se publicó el cartel principal, el 19 el autor del webtoon, Hyeum, presentó también un cartel de promoción de la serie con el dibujo de los dos protagonistas, y el 23 se distribuyó el avance principal.

## Audiencia
| Temporada | Temporada | Episodio número | Episodio número | Episodio número | Episodio número | Episodio número | Episodio número | Episodio número | Episodio número | Episodio número | Episodio número | Episodio número | Episodio número | Episodio número | Episodio número | Promedio |
| Temporada | Temporada | 1               | 2               | 3               | 4               | 5               | 6               | 7               | 8               | 9               | 10              | 11              | 12              | 13              | 14              | Promedio |
| --------- | --------- | --------------- | --------------- | --------------- | --------------- | --------------- | --------------- | --------------- | --------------- | --------------- | --------------- | --------------- | --------------- | --------------- | --------------- | -------- |
|           | 1         | 381             | 357             | 448             | 342             | 393             | 343             | 372             | 404             | 388             | 347             | 357             | 374             | 325             | —               | —        |

| Episodio | Fecha de emisión        | Índice de audiencia Nielsen Korea </ref> | Índice de audiencia Nielsen Korea </ref> |
| Episodio | Fecha de emisión        | Nacional                                 | Seúl                                     |
| --- | ----------------------- | ---------------------------------------- | ---------------------------------------- |
| 1 | 1 de noviembre de 2023  | 1,581 % (4.ª)                            | 1,320 % (6.ª)                            |
| 2 | 2 de noviembre de 2023  | 1,625 % (4.ª)                            | 1,498 % (4.ª)                            |
| 3 | 8 de noviembre de 2023  | 1,974 % (3.ª)                            | 2,056 % (4.ª)                            |
| 4 | 9 de noviembre de 2023  | 1,530 % (3.ª)                            | 1,383 % (5.ª)                            |
| 5 | 15 de noviembre de 2023 | 1,510 % (5.ª)                            | 1,404 % (6.ª)                            |
| 6 | 16 de noviembre de 2023 | 1,356 % (5.ª)                            | 1,168 % (6.ª)                            |
| 7 | 22 de noviembre de 2023 | 1,506 % (4.ª)                            | 1,732 % (4.ª)                            |
| 8 | 23 de noviembre de 2023 | 1,541 % (4.ª)                            | 1,547 % (5.ª)                            |
| 9 | 29 de noviembre de 2023 | 1,666 % (4.ª)                            | 1,834 % (5.ª)                            |
| 10 | 30 de noviembre de 2023 | 1,623 % (4.ª)                            | 1,396 % (6.ª)                            |
| 11 | 6 de diciembre de 2023  | 1,757 % (3.ª)                            | 2.177% (4.ª)                             |
| 12 | 7 de diciembre de 2023  | 1,622 % (4.ª)                            | 1,418 % (5.ª)                            |
| 13 | 13 de diciembre de 2023 | 1,463 % (5.ª)                            | 1,600 % (6.ª)                            |
| 14 | 14 de diciembre de 2023 | 1,935 % (3.ª)                            | ND                                       |
| Promedio | Promedio                | 1,621 %                                  | —*                                       |
| - En la tabla superior, los números azules representan las calificaciones más bajas y los números rojos representan las más altas. - Esta serie se transmite en un canal de cable/televisión de pago, que normalmente tiene una audiencia menor respecto a las emisoras de televisión públicas/gratuitas (KBS, SBS, MBC y EBS). - ND señala que no se publicó el dato correspondiente a este episodio. - (*) se desconoce el promedio exacto porque no se publicaron los datos de todos los episodios. |                         |                                          |                                          |